# Lifeforce
Lifeforce (bra: Força Sinistra; prt: As Forças do Universo) é um filme britânico de 1985, dos gêneros terror e ficção científica, dirigido por Tobe Hooper, com roteiro baseado no romance The Space Vampires, do autor inglês Colin Wilson.

## Enredo
Quando uma nave imensa é avistada na cauda do cometa Halley, astronautas se deparam com três corpos em animação suspensa, aos quais levam para a Terra. A partir daí um sucessão de acontecimentos mostrará que isso foi uma péssima ideia, pois estes três se alimentam da força vital dos seres humanos, sugando-a e enviando para sua nave que orbita a Terra.

## Elenco
| Ator                  | Personagem              |
| --------------------- | ----------------------- |
| Steve Railsback       | Coronel Tom Carlsen     |
| Peter Firth           | Coronel Colin Caine     |
| Frank Finlay          | Dr. Hans Fallada        |
| Mathilda May          | Garota do espaço        |
| Patrick Stewart       | Dr. Armstrong           |
| Michael Gothard       | Dr. Bukovsky            |
| Nicholas Ball         | Roger Derebridge        |
| Aubrey Morris         | Sir Percy Heseltine     |
| Nancy Paul            | Ellen Donaldson         |
| John Hallam           | Lamson                  |
| John Keegan           | Guarda                  |
| Chris Jagger          | 1º Vampiro              |
| Bill Malin            | 2º Vampiro              |
| Jerome Willis         | Patologista             |
| Derek Benfield        | Físico                  |
| John Woodnutt         | Metalúrgico             |
| Peter Porteous        | premiê                  |
| Katherine Schofield   | secretária do premiê    |
| Owen Holder           | 1.º cientista           |
| Jamie Roberts         | Rawlings                |
| Russell Sommers       | Oficial de navegação    |
| Chris Sullivan        | Kelly                   |
| Carl Rigg             | Brendan                 |
| Sydney Livingstone    | Ned Price               |
| Patrick Connor        | Guarda paternal         |
| Sidney Kean           | Guarda impertinente     |
| Paul Cooper           | Segundo guarda          |
| Milton Cadman         | soldado                 |
| Rupert Baker          | soldado                 |
| Gary Hildreth         | cirurgião da polícia    |
| Edward Evans          | Doutor                  |
| Nicholas Donnelly     | Inspetor de polícia     |
| Elizabeth Morton      | 2º técnico de radar     |
| Geoffrey Frederick    | Oficial de comunicações |
| David English         | Tripulante              |
| Emma Jacobs           | Tripulante              |
| Michael John Paliotti | Tripulante              |
| Brian Carroll         | Tripulante              |
| Richard Oldfield      | Líder da missão         |
| Christopher Barr      | Oficial de trajetória   |
| Burnell Tucker        | Homem da NASA           |
| Thom Booker           | Oficial da NASA         |
| Michael Fitzpatrick   | Oficial da NASA         |
| John Edmunds          | Comentarista da BBC     |

## Prêmios e indicações
- Indicado

Academy of Science Fiction, Fantasy & Horror Films
Categoria Melhor Filme de Horror[carece de fontes?]
Categoria Melhor Efeitos Especiais[carece de fontes?]
- Ganhou

Sitges - Catalonian International Film Festival
Categoria Melhor Efeitos Especiais John Dykstra[carece de fontes?]